# Trachelas canariensis
Trachelas canariensis là một loài nhện trong họ Trachelidae.
Loài này thuộc chi Trachelas. Trachelas canariensis được Jörg Wunderlich miêu tả năm 1987.